# Bijugis songarica
Bijugis songarica är en fjärilsart som beskrevs av Igor Kozhanchikov 1956. Bijugis songarica ingår i släktet Bijugis och familjen säckspinnare. Inga underarter finns listade i Catalogue of Life.